# KSV Waregem
KSV Waregem, grundad 1925 och upplöst 2001, var en fotbollsklubb i Waregem i Belgien. Klubben slogs 2001 samman med Zultse VV för att bilda SV Zulte Waregem, som nu spelar i belgiska högstadivisionen Jupiler Pro League.
Waregem gick upp till högstadivisionen för första gången 1966. De höll sig sedan kvar under samtliga säsonger fram till 1996, bortsett från säsongerna 1972/1973 och 1994/1995. Under den perioden slutade klubben som bäst fyra i ligan, men vann därtill en cuptitel och en supercuptitel.
Säsongen 1985/1986 tog sig Waregem till semifinal i Uefacupen, efter att bland annat ha slagit ut italienska Milan och kroatiska Hajduk Split på vägen. I semifinalen ställdes Waregem mot tyska Köln, som efter en 4–0-seger hemma i första mötet tog sig till final genom 7–3 över två matcher.

## Meriter
- Belgiska cupen (1): 1974
- Belgiska supercupen (1): 1982